# 용감한 토끼 당당이
《용감한 토끼 당당이》(중국어: 闖堂兔2瘋狂馬戲團)는 2015년에 공개한 중국의 영화이다.

## 캐스팅

### 한국어
- 원에스더 : 당당 역
- 손선영 : 코랄 역
- 정의한 : 베이롱 역
- 김진홍 : 초퍼 역

### 중국어
- 학상해
- 왕행
- 왕기
- 주용용